# باشگاه فوتبال اینتر میامی
باشگاه فوتبال اینتر میامی (به انگلیسی: Miami International Football Club)، معروف به اینتر میامی (به اسپانیایی: Inter de Miami)، یک باشگاه فوتبال حرفه‌ای آمریکایی مستقر در فورت لادردیل، فلوریدا است. این باشگاه که در سال ۲۰۱۸ تأسیس شد، بازی در کنفرانس شرقی لیگ برتر فوتبال ایالات متحده آمریکا (ام‌ال‌اس) را در طول فصل ۲۰۲۰ آغاز کرد. این باشگاه قبل از تأسیس به دلیل رئیس و مالک مشترک باشگاه، دیوید بکام و دوباره در سال ۲۰۲۳ زمانی که لیونل مسی با باشگاه قرارداد امضا کرد، توجه بین‌المللی را به خود جلب کرد. پس از پیوستن مسی، باشگاه اولین جام مهم خود یعنی جام لیگ‌ها ۲۰۲۳ را در رقابت منطقه‌ای در آمریکای شمالی برای کونکاکاف به دست آورد. ارزش تخمینی این تیم تا سال ۲۰۲۴ توسط فوربز، ۱٫۰۳ میلیارد دلار است که در رده دوم در ام‌ال‌اس پس از باشگاه فوتبال لس آنجلس قرار می‌گیرد.

## افتخارات

#### جام لیگ ها
قهرمان: ۲۰۲۳ (۱ بار)

#### ساپورترز شیلد
قهرمان: ۲۰۲۳ (۱ بار)

#### جام یو اس اوپن
نائب قهرمان: ۲۰۲۳ (۱ بار) 

## رکوردها و آمار
مقالهٔ اصلی: فهرست رکوردها و آمار باشگاه فوتبال اینتر میامی

## حامیان
این باشگاه دارای چهار گروه حامی رسمی است:
- Nación Rosa Y Negro
- The Siege
- Southern Legion
- Vice City 1896

## بازیکنان برجسته
- لیونل مسی

- لوییس سوارز

- جوردی آلبا

- سرخیو بوسکتس

- رودریگو د پائول

## زیرساخت

### تیم ذخیره
مقالهٔ اصلی: باشگاه فوتبال اینتر میامی ۲
در تاریخ ۹ اکتبر ۲۰۱۹، مدیر این باشگاه اعلام کرد که یک تیم ذخیره را در رده سوم فوتبال آمریکا یعنی لیگ یک یو اس ال (USL1) به میدان می‌برد. این تیم به این باشگاه اجازه می‌دهد تا بازیکنان آینده را در رقابتی کیفیت به امید فراخوانه شدن به تیم اصلی آماده کند. تیم ناشناس لیگ یک میامی در امکانات تمرینی ورزشگاه اینتر میامی سی‌اف تمرین خواهد کرد.
این تیم قرار بود فصل افتتاحیه خود را در ۲۷ مارس ۲۰۲۰ برابر یونیون اوماها در ورزشگاه اینتر میامی سی‌اف آغاز کند اما به دلیل همه‌گیری ویروس کرونا این بازی به تعویق افتاد.

### آکادمی
آکادمی اینتر میامی سی‌اف، آکادمی رسمی جوانان و سیستم توسعه اینتر میامی سی‌اف است که در سال ۲۰۱۹ تأسیس شده‌است. آکادمی متشکل از سطوح مختلف از گروه‌های سنی اعم از زیر ۱۲ سال و زیر ۱۹ سال که این تیم‌ها همچنین در کنار تیم‌های لیگ‌های ام‌ال‌اس و لیگ یک یو‌اس‌ال در زمین‌های تمرینی ورزشگاه اینتر میامی، تمرین خواهند کرد. همه تیم‌های جوانان اینتر میامی از آغاز فصل ۲۰۲۲ در لیگ لیگ بعدی فوتبال ام‌ال‌اس رقابت می‌کنند.

## رقابت ها
رقابت اصلی این باشگاه با باشگاه فوتبال اورلاندو سیتی است. تیم دیگری از ایالت فلوریدا که با آن در به اصطلاح  کلاسیکو فلوریدا یا دربی فلوریدا رقابت می کند. 